# هکینگتون
هکینگتون (به انگلیسی: Hackington) یک روستا و محله مدنی در بریتانیا است که در شهر کنتربری واقع شده‌است. هکینگتون ۵٫۹۲ کیلومتر مربع مساحت و ۵۸۷ نفر جمعیت دارد.